# 出ましたっ!パワパフガールズZの登場人物
出ましたっ!パワパフガールズZの登場人物（でましたっ パワパフガールズゼットのとうじょうじんぶつ）は、2006年から2007年にかけて日本で製作されたアニメ『出ましたっ!パワパフガールズZ』に登場する架空の人物の一覧。

## パワパフガールズZ
ケミカルZの白い光を浴びて誕生した3人の「東京CITYを守るスーパーヒロイン」。彼女たちは元々面識がなく、ごくふつうに暮らす中学生だったが、白い光を浴びたことで変身によって超人的な力を使えるようになる。
個別に行動することはほとんどなく、3人のチームワークで東京CITYの秩序を乱すモンスターを取り締まるのが使命。変身シーンでは、ハイレグレオタードとなっている。
赤堤 ももこ（あかづつみ ももこ） / ハイパー・ブロッサム
声 - 加藤英美里
本作の主人公。「私立東京シティ学園中等部」1年C組在籍の1年生。13歳。
明るく元気な性格の少女。頭部には大きな赤いリボンで、オレンジ色の長い髪をポニーテールに結えている。
ミーハーで恋愛に対しては積極的だが、行きすぎたアプローチの仕方を行うために空回りして、モテたことはなく、ラブレターをいつも大量にうけ取るみやこを羨ましがっている。第43話Bパートでは自分がモテないことを指摘してくる姫子の態度に立腹したあまり、「小学生の時はモテモテだった」、「多数の男子に告白されるも自ら断っている」などと見栄を張ってウソをついた結果、自分のウソと偶然が重なり、騒動となって惑星規模にまで広まってしまった。
甘い食べ物にこだわりをもつ。好きなお弁当のおかずは、タコ型のウィンナー。嫌いな野菜はセロリ。
家事が得意らしいが、洗剤を一箱分丸ごと入れて洗濯機から泡をあふれさせてしまうなど、疑わしい部分がある。
勉強はかなり苦手だが、戦闘時における発想力は高い。体育の成績は2、理科のテストはいつも0点。ゴキブリや暗いところ、爬虫類などが苦手。
家族構成は妹のくりこ、母親の柿子、父親の八三の4人家族。
将来の夢は、素敵なお嫁さんになること。
パワパフガールズZの一員で、「ハイパー・ブロッサム」に変身する。イメージカラーはピンク、パーソナルマークは「♡」。
武器は「ヨーヨー」。このヨーヨーは直接ぶつけるだけではなく、対象に糸を巻きつけて捕縛する用途にも使用される。その糸は丈夫で、他にも頭のリボンを外して投げつける「リボンブーメラン」も披露したことがある。反面攻撃力は低く、ヨーヨー攻撃を逆手に取られて投げられたり、逆に拘束されたりすることもある。
ヒーローマニアでもあり、「赤がリーダー」との認識からパワパフガールズZのリーダーと自称したり、「戦う愛のサイエンスレジェンド」などの決め台詞を考えたりしている。
パワパフガールズZの活動に対しての交換条件は、研究所での菓子食べ放題。出動の時に授業を抜けだすために使う仮病は、頭痛など、頭に関することが多い。
豪徳寺 みやこ（ごうとくじ みやこ） / ローリング・バブルス
声 - 宮原永海
「私立東京シティ学園中等部」1年C組の1年生。
天然ボケでマイペースな少女。お嬢さま育ちだが、庶民的な生活を好んでいる。金髪を巻いたツインテールにしている。
おしゃれに敏感であり、宝石や靴などのファッション雑貨は一度みただけで記憶し、そこから最高の組み合わせを導きだせる。好きな服のブランドは「プチフルール」。「安くてかわいい」ことが服選びの最大の基準。
将来の夢は、世界的なファッションデザイナーになること。
学校では男子に非常によくモテるが、じつは初恋の相手であるタカアキ（後述）をずっと想っている。
特技は編み物・裁縫・料理・菓子づくり・ピアノと非常に多彩。得意科目は理科。好きなお弁当のおかずは、ミートボール。嫌いな野菜はピーマン。
蒼いタコのようなぬいぐるみの「オクティ」がお気に入りで、寝る際は抱いて睡眠している。冬服になってからは、どこでも一緒にいる。
ゴキブリが大の苦手で、見ただけで立ったまま失神するほど。
祖母と旧日本家屋で同居しており、自室は建て増しされた近代建築の部分にあり、両親は海外に住んでいる（という設定）。
パワパフガールズZの一員で、「ローリング・バブルス」に変身する。イメージカラーは水色、パーソナルマークはシャボン玉を模した「○」。
武器は「しゃぼん玉」をだすスティックロッド。遠隔からのサポートが得意、接近戦は苦手。そのほかの能力として、動物や宇宙人と会話ができる。
パワパフガールズZの活動に対しての交換条件は、研究所でのファッション雑誌読み放題。出動の時に授業を抜けだすために使う仮病は、食あたりなどのお腹に関することが多い。
松原 かおる（まつばら かおる） / パワード・バターカップ
声 - 川名真知子
「私立東京シティ学園中等部」の1年C組の1年生。
ドライでクールな性格をしたボーイッシュな少女。一人称は「オレ」で一人で行動することを好む。
スポーツ万能であり、体力・運動神経は学校の中でトップクラス。大抵のスポーツは難なくこなしている。そのため、同性や小さい子供から好かれる。青黒髪のツンツンヘアー。
可愛いものが苦手であり、スカートを嫌い、洋服・菓子・気になる男子との恋愛話など、女の子っぽいことは避けている。これは、男の兄弟に挟まれて育ったために異性への幻想（理想）、先入観や偏見などがないためである。
第44話では同じ学校の先輩である成島に一目惚れし、ももこたちの助言で髪を整えてスカートを履き、女の子らしく振る舞うと博士・ケン・ピーチを骨抜きにするほどの美少女に変身した。
好物はうな玉弁当、しょうゆラーメン、宇治金時。嫌いな野菜はニンジン。趣味は運動全般とスポーツ観戦。スポーツにはこだわりをもち、特訓時は熱血コーチと化す。お化けが苦手である。
将来の夢は、プロレスラーになって父とタッグを組むこと。
家族構成は、父の時夫、母の満、兄のダイ、弟のショウの5人家族。
パワパフガールズZのひとりで、「パワード・バターカップ」に変身する。イメージカラーは緑、パーソナルマークは「☆」。
武器は柄が伸縮自在の大型のハンマー。このハンマーを片手でも軽々と扱い、さらに研究所の車を片手で軽々と持ち上げたり、スネークのマッサージ攻撃が通用しないなど、チームのなかで最も力強い。ちなみに他のメンバーは、バターカップ並に軽々とハンマーを持つことが不可能で、精いっぱい持ち上げるのがやっとである。ただし攻撃に隙が大きく、相手の攻撃に対処しきれずにダメージを受けたり、接近戦が通用しない相手には最初に倒されてしまうケースも多い。
3人のなかで唯一変身後の姿を気に入らず、初めは露骨に変身を嫌がっていた。
パワパフガールズZの活動に対しての交換条件は、研究所でのスポーツチャンネル見放題。出動の時に授業を抜けだすために使う仮病は、腰痛など、下半身に関することが多い。

## 東京CITYの人々

### 国際科学研究所
ユートニウム博士
声 - 楠大典
東京CITYの「国際科学研究所」で働く博士。年齢は漫画版のプロフィールでは35歳となっており、東映の公式HPのキャラクター紹介欄でも35代（歳）となっている。
宇宙飛行士の妻（声：詩乃優花）がいるが、宇宙ステーションに長期間滞在しているので同居していない。かなりの甘党らしく、研究所にはお菓子が常備されている。ケミカルXの研究をしている時に偶然ケミカルZができて、パワパフガールズZも誕生した。ごく普通の少女の生活を大きく変えてしまったことに関して責任を感じていて、彼女達を完全に元に戻そうと奮闘するが、なかなか上手くいかない。
滅多に怒ることのないお人好しな性格で、パワパフZのことを我が娘のように思っており、恋人ができるなどの彼女たちの恋愛話を聞くと取り乱してしまうほどである。また実の息子であるケンに対しては甘く、親バカな一面を見せる。本人も甘すぎるという自覚は一応あるが、治っていない模様。パワパフZの出動時は研究所のモニターから彼女たちへの指示や必要な物資の開発、輸送などの後方支援を行っている。
番組後半で「こんなこともあろうかと」が口癖になっていたが、本当にそこまで予測していたのかは普段の行動からみて、少し怪しい。名前から見るとハーフではないかと言われている。
原作でのユートニウム博士は独身でガールズの父親代わりだが、本作では既婚者で子持ちの設定となっている。そのため、本作オリジナルキャラクターである息子のケンが登場する（後述）。
ユートニウムZ
二代目オープニングで先行登場し、第37話Bパートにて登場。街で暴れるモジョ、ファジー、アメーバボーイズに対抗するため、密かに開発していたパワードスーツで変身したユートニウム博士。「戦う愛のサイエンス・プロフェッサー」を名乗る。
右腕に装備されたライトセイバーを必殺武器として戦い、背中から光の翼のようなものでジェット飛行する事も可能。
その装備の威力はかなりのものだが、博士自身は戦闘力が皆無なため、幸運を味方に付け、どうにかモンスターたちを撃退する。また、モジョロボに対しては自身をモチーフにした巨大ロボで対抗した。
その後ケン・ピーチと共に「パワパフボーイズZ」を名乗り出た。

北沢 ケン（きたざわ ケン）
声 - 大本眞基子
ユートニウム博士の息子。8歳。ユートニウム博士の助手を勤める。ケミカルZで異常気象を解決させたが、パワパフガールズZやモンスター達を生み出した張本人。父に呼びかける際、よく「パパ」と言い間違えてから「博士」と言い直すか、その逆もある。いわゆる天才少年で、飛び級で大学院を既に卒業している上に運動能力も実は高く、家事も得意なようで、全て担当しているので、現在は小学校には通っていない。学校教育は父親から受けている。生真面目で大人びたところがあるが、宇宙で仕事をしている母親に会えないのを寂しがるといった歳相応の一面も持つ。パワパフZの三人より学力は格段に上だが、生きた年数の違いによる経験ではかなわない様子である。
ケン北沢Z
第37話Bパートにて登場。ケミカルZを奪いに来たギャングリーンギャングに対抗するため、変身したケン。「戦う愛のサイエンス・ボーイ」を名乗る。
研究所内部を有効に活用したトラップ作戦とタバスコをケミカルZに見せかけ飲ませることによりギャングリーンギャングを撃退した。

ピーチ
声 - 金田朋子
ユートニウム博士が、母親に会えなくて寂しい思いをしていたケンのために作ったペットのデジタル犬。ケミカルXをケミカルZに化学変化させた張本人。
初めは「ワン」としか話さなかったが、ケミカルZの白い光を浴びて人語が話せるようになった。またパワパフガールズZが変身するためにはピーチの「パワパフZだワン!」という吠える声が必要だった。ピーチと3人の距離は特に関係がないらしく、お互いが見えない、しかも声が聞こえない距離でも、ピーチの一吠えで3人は変身可能な状態になる。パワパフZの三人が自ら変身ができるようになると、吠える声は彼女たちへ変身要請を伝えるという役割に変化した。その他の能力として、ケミカルZの光を浴びた者を探知すること、自身の白い光のエネルギーをパワパフZに分け与えること、そして動物と会話ができる。
ピーチZ
第37話Bパートにて登場。ケンと同じくケミカルZを奪いに来たギャングリーンギャングに対抗するため、胴着を着込んだピーチ。「戦う愛のサイエンス・ドッグ」を名乗る。
骨型ヌンチャクを使った格闘術で、ギャングリーンギャングと戦った。

### パワパフZの家族
赤堤家
赤堤 くりこ（あかづつみ くりこ）
声 - 斎藤千和
ももこの妹。8歳。ケンが一日だけ登校した学校でのクラスメイト。姉と同じくヒーローマニアで授業中に落書きをしていた。ヒーローものが持つ世界観や女にはわからない反目し合いながらも惹かれるという男と男の友情にあこがれていて、そのあまりの熱弁ぶりに周囲をしらけさせるなど、ちょっと普通の女の子とはずれている所がある。モジョの巨大ロボットに対して変身ポーズをとって、「クリコー・ファイブピンクホーキアタック」と称してほうき一本で立ち向かうなど、かなり無謀で無茶なことをやってのけた。姉がどうして国際科学研究所に出入りしているか気になっている。髪を解くと彼女も姉と同様に相当なロングヘアーである。
姉と同様に食べ物に執着する性格で、ももこが大事にとっておいたシュークリームを勝手に食べてしまったり、ケーキの切り方がミリ（mm）単位で違うと、定規と虫眼鏡で測って文句を言ったり、「カレーライスに入っているタコウィンナーが1個足りない」と言って騒いだりするほど。
寝相はかなり悪く、寝ぼけて隣に寝ていたももこ（と入れ替わったみやこ）をベッドから蹴落として、さらに追い打ちをかけるように馬乗りになって大暴れしていた。おかげで妹をほしがっていたみやこの幻想は見事に打ち砕かれた。
赤堤 柿子（あかづつみ かきこ）
声 - 岡村明美
ももこの母。
赤堤 八三（あかづつみ はちぞう）
声 - 塩屋浩三
ももこの父。
豪徳寺家
豪徳寺 清子（ごうとくじ きよこ）
声 - 渡辺美佐
みやこの祖母。品行方正を絵に書いたような人物で、礼儀正しくかつ厳しい。かおるがみやこと入れ替わった際にも当然いつも通り厳しく接し、和風のお屋敷でお嬢様暮らしをしてみたかったかおるの幻想を見事に打ち砕いた。
松原家
松原 ダイ（まつばら ダイ）
声 - 山口眞弓
かおるの兄。
松原 ショウ（まつばら ショウ）
声 - 砂倉加奈子
かおるの弟。
松原 時夫（まつばら ときお）
声 - 園部啓一
かおるの父。職業はプロレスラーで、リングネームはマスク・ド・トキオ。覆面をしているが、これは彼がメキシコ修行時の師匠であるマスク・ド・メキシコから受け継いだもの。日常でも絶対にマスクを外さない。それで娘であるかおるでさえ最後に見たのが幼少の頃だったので、中で再度素顔を見るまで思い出せずにいたが、その素顔はかおるが見惚れるほどの相当な美形らしい。
なお、3人そろって品がなく、かおると入れ替わったももこの前でも、入浴後に平気で裸で家の中をうろつく。おかげで男の家族が欲しかったももこの幻想は打ち砕かれた。
松原満（まつばら みちる）
声 - 皆口裕子
かおるの母。

### その他の住人
メイヤー市長
声 - 田中秀幸
東京CITYの市長。年齢は漫画版のプロフィールでは52歳となっていたが、東映の公式HPのキャラクター紹介欄でも52歳と明記されている。
パワパフガールズZらの戦いによってもたらされる街の被害に頭を悩ませている。その一方で、ガールズに任務を与える権限は彼が握っている。パワパフZを「東京CITYを護るスーパーヒロイン」に任命する時、一度市長だと名乗ったのにもかかわらず、何故かももこからは八百屋、みやこからは美容師、かおるからはコンビニの店員に勘違いされた。
本家での市長は子供っぽく陽気な性格で、主な実務は殆どミス・ベラムに任せきりであり、基本的に遊び暮らしているが、本作で比較的真面目で職務に忠実な人物として描かれている。ただし、3時のおやつの時間を楽しみにしている他、第17話Bパートではおやつの好みを巡って弟である校長先生と兄弟喧嘩をしたり、第36話ではガールズを倒したと思い込んで有頂天になるモジョに市長の座を乗っ取られ、ミス・ベラムがあっさり寝返った際はいじけて拗ねる等、本家と同様に子供っぽい一面を覗かせることがある。
ミス・ベラム
声 - 川浪葉子
メイヤー市長の秘書。年齢は漫画版のプロフィールでは35歳となっている。
オリジナルと同様に背が高いので顔は画面からはみ出したり、クリップボードや背景の一部などで必ず隠されるので、劇中の人物は彼女の顔が見られても、視聴者からは絶対に見えないようになっている。別々のクラスだったパワパフZの3人を同じクラスにした仕掛け人になるなど、市長の下で敏腕を振るう。お昼休みに金時堂のクリーム餡蜜を食べるのが毎日の楽しみ。ファジーに好かれてしまった。ガールズに「正体を隠す」「喧嘩をしない」「研究所は壊さない」と三つの約束をさせた。第22話で衣替えした。
本編では一度も顔が見えたことは無いが、その素顔は放送終了後に発売されたサウンドトラックの解説書内で掲載されている。
荘一郎（そういちろう）
声 - 山口勝平
金時堂の常連客。桜子が好きだったので足げなく金時堂に通い、ある日告白して桜子と恋人同士となる。つねに彼女一筋であり、その想いはセデューサの誘惑も通じなかったほどである。
セデューサの正体が桜子であることは知らなかったが、第45話で彼女の変身する姿を目の当たりにする。彼はモンスターと付き合う恐怖や異常さよりも彼女への想いが強いことを悟り、現実を受け入れてガールズの攻撃からセデューサを庇った。
白金 義雄（しろがね よしお）
声 - 楠見尚己
姫子の父親で、大富豪。
本家でのプリンセスの父親はミス・ベラムと同じく顔が映らないが、本作では映る。
白金 清子（しろがね きよこ）
声 - 井上喜久子
姫子の母親。
夫婦そろってかなりの親バカで、特に長女の神子を溺愛している。また二人とも瞳には星が入っている。

#### パワパフZの学校関係者
校長先生
声 - 西村知道
ももこたちの通う中学校の校長先生で、縁起物のだるまのような顔をしている。顔は似ていないがメイヤー市長の弟である。ミス・ベラムの要請を受けてクラス替えを行った。よく、図書室の本でドミノを作って遊んでいる。
キーン先生
声 - 秋谷智子
クラス替えを行った後のももこたち3人の担任の女性教師。独身。
気さくな性格をしていて、クラスの生徒の人気も高いが、目立ちたがり屋の姫子に妬まれている。昼休みに保健室でヨガをやっていた辺りから、ヨガが趣味のようである。おっとりしているが、ももこたちが任務のために授業を抜け出す場合、不自然な言い訳に完全に対処できる。実はイケメン芸能人からアメリカ大統領、さらに地底人の彼氏（「モグラ」としか喋れない）まで交流が広い。原作ではユートニウム博士とも同級生。
中目黒 華代（なかめぐろ はなよ）、碑文谷 文佳（ひもんや ふみか）
声 - 石毛佐和（中目黒）、安田早希（碑文谷）
姫子の取り巻き。人の良さそうな顔でショートヘアーの女子が中目黒華代、長身でロングヘアーの女子が碑文谷文香。
カレの黒い粉でモンスター化したことがあり、その時の詳細は「トリマキーズ」を参照。
ジェシー・木戸（ジェシー・きど）
声 - 浦和めぐみ
第17話で登場。ガールズのクラスメイトの男子で、パワパフZの活躍を記事にしようと奮闘する新聞部員。しかし、いつも写真が遠すぎて記事として認めてもらえなかった。事件に巻き込まれ、パワパフZに救出された際、ついに彼女たちを間近で撮影するのに成功するが、今度は近すぎて良く分からない写真になってしまった。
キャラクターデザインは本家のエルマー・スラッグに似ているが、性格はエルマーとは全く違っている。
坂本（さかもと）
声 - 高木礼子
第32話で登場。ガールズのクラスメイトの男子で、クラスの女子ほぼ全員にヘビやクモのオモチャを使ってイタズラを繰り返していた厄介者。かおるに関節技などで制裁された時ですら、ニヤニヤ笑いだしてかおるを完全に引かせたほどの剛の者。そんな中で、ももこにだけはイタズラをしていなかったが、それはももこのことを好きだったからである。それを知ったももことは晴れて両思いの仲となったが、「今度は、好きな君にだけにイタズラをするんだ!」という熱い決意の元に破局を迎えた。
成島 ナルオ（なるしま ナルオ）
声 - 鳥畑洋人
ジャイアントパンダマスクのファンのマッチョな青年。ももこたちとは同じ学校の先輩で、かおるに一目惚れされる。天丼とナタデココが好物で、好きな女の子のタイプは女の子らしい大和撫子。
試合当日、黒い粉に操られたジャイアントパンダマスクが起こした騒動の末、かおるの父のファンに鞍替えするが、結局かおるとの恋は実らなかった。

## その他のキャラクター
ヒロ
声 - 草尾毅
大人気特撮番組の「ミラクルファイティングA（エース）」の主役・ミラクルファイティングAを演じるイケメン俳優で、東京CITYの一日市長を務めた。マスコミなどの前では男らしいかっこいいヒーローを演じているが、実際は風船の割れる音にも怯える位の臆病者で、お調子者の女ったらし。また、戦闘する大勢ではなかったモジョ・ジョジョに手も足も出ないなど、格闘経験も無い軟弱者のようである。
ももこの憧れの人だったが、一日市長の時に声をかけた女性と婚約した。
白金 神子（しろがね みこ）
声 - 國府田マリ子
姫子の姉。現在はロンドンに留学中。
すべてにおいて優秀で、両親の注目を一身に受けている。そのため、妹の姫子には慕われていると同時に、妬みに近い感情を持たれている。一見慈愛に満ちた性格だが、実は目立ちたがりと腹黒さにおいても姫子を超えており、自身が一番目立つために策を弄してモジョとパワパフZを手玉に取ったこともある。
この時に着ていた戦闘用スーツは、本家のプリンセス・モアバックスの戦闘用スーツをモチーフにしていると考えられる。
シロガネーZ
上記のモジョとパワパフZを手玉に取る際、白金家の財力により作成した戦闘用スーツに着替えた時の名前。
服装のデザインはパワパフZをベースにし、色は白を基本として、「戦うお金のサイエンスレジェンド」を名乗る。彼女自身はケミカルZの光やカレの黒い粉の影響を受けていない普通の人間だが、これを着た時はパワパフZと同様に飛行・空中静止が可能になり、戦闘能力も高い。ただし、使用時間は3分間までとなっている。火器も使用していたが、主武器は星型のバッヂのような物が変形した物で戦う。使用した必殺技は以下の4つ。
メガバンク・シュート（Megabank Shoot）
星型のバッヂが巨大なヨーヨー（と言うより、円盤に近い）に変形し、相手にぶつける技。ハイパー・ブロッサムに対して使用。
セレブ・スカッシュ（Celeb Shoot）
シャボン玉発生ストローに変形した杖で、バブル・シャンペーンと同様に複数の泡状の物体を相手に当てる。ローリング・バブルスに対して使用。
タイフーン・コンツェルン（Typhoon Konzern）
棍棒状に変形した杖を振ることで指向性のある暴風を吹き付ける技で、パワード・バターカップに対して使用。
必殺・マネー・パワフル・チャージ・シロガネ・ブラスター（Money Powerful Charge Ultimate Attack Shirogane Blaster）
全身から巨大で強力な光線を発射するとどめの必殺技。当たった物体は星型（☆）に貫通する。モジョに対して使用。
ロッド
声 - 渡辺久美子
インセクターバトルのチャンピオン。カブトムシと遊んでいるとこを見て周囲から虫バカ扱いされて誰も相手してくれない出来事がある。以来カブトムシを勝つための道具としていた。勝つためならたとえ違反行為でもどんな手段でも選ばない。しかしケンが自分のカブトムシを友達として認識した姿を見て和解する。
サンタクロース
声 - 宝亀克寿
ケンを彼の母親と再会させるために宇宙ステーションまで連れて行ってくれた。
平賀 ケン内（ひらが ケンない）
声 - 田原アルノ
江戸中を恐怖に陥れたカレを封印するべく「ケンナイニウム  ヘ」を開発した江戸時代の人物。「大江戸ちゃきちゃき娘」の名づけ親であり、かつ生みの親でもある。カレを封印する際、エレキテルを使用した。
「ケン内日記」を遺しており、カレの封印までのいきさつやカレの本当の名前が記述されていた。
演じた田原は、本家『パワーパフガールズ』では気まぐれウィリー役（「ハッピーなペーパー」に登場）を演じている。
大江戸ちゃきちゃき娘
いわゆる「江戸時代版パワパフガールズZ」で、名乗りは「戦う愛の蘭学伝説」。彼女たちもケン内同様江戸時代の人物。変身前の格好は時代相応の服装だが、イメージカラーや目の形など現代のパワパフガールズZを彷彿させる点が多い。ただし、彼女たち自身がパワパフZとどのような関係かは不明である。
ケン内に突然ケンナイニウムをふりかけられたことでパワパフZと同様に変身して超人的能力を得てカレを捕らえ、封印することに成功した。
彼女たちは飛行などといった超人的能力を得る点ではパワパフZと共通だが、変身後の服装は現代風の着物で、武器が少し違っているなど、細かな違いが見られる。
もも
声 - 加藤英美里
必殺技は、秘技・みたらし団子攻撃。
おみや
声 - 宮原永海
必殺技は、びゅーびゅー団扇。
おこう
声 - 川名真知子
必殺技は、秘技・達磨落し。

手津数 ムサオ（てづかず ムサオ）
声 - 高木渉
売れない漫画家の卵。編集者に持ち込みを没にされるたび、スケッチブックに落書きをして憂さ晴らしをしていた。そこをカレにつけこまれ、「スケッチブックに描いたものを実体化させる」能力を押し付けられ、怪獣やパワパフガールズZを基にしたモンスター「怪力発泡少女隊Z」を実体化させて大騒ぎを起こしてしまう。実は少女漫画家を目指していたが、事件後ガールズからの助言で少年漫画家となり、絶大な人気を博するようになる。
マスク・ド・メキシコ
声 - 大場真人
第44話の回想シーンに登場。かおるの父がかつてメキシコに行った際、親しくしてくれた上、師匠となったレスラー。コントラ・マッチで一方的に攻撃を喰らい、ギブアップを拒んだために、選手生命を断たれる。

## モンスター
パワパフガールズZに対する悪役たちの総称。モジョいわく、「黒い光」を浴びた者同士は基本的に仲間であるらしい。代表的なモンスターたちのほとんどは、「ケミカル素粒子光線を浴びせても元に戻らない」という共通点がある（戻ったとしても、すぐに何らかの形でモンスター化する）。
モジョ・ジョジョ
声 - 江原正士
本作の代表的な悪役。サルが「ケミカルZ」の黒い光を浴びて誕生したモンスター。語尾は「モジョ」。笑い声は「モジョジョジョ」。
世界征服が目的であり、破壊活動なども盛んに行っている。また、人間たちを閉じ込める「人間動物園」をつくることが悲願。
大規模な機械をつくる知識はあるが、元がサルであるため、知能や行動は幼く単純である。人間らしいところもあり、敵でありながらパワパフガールズZにサインを頼んだり、モジョロボをつくる資金のためにアルバイトをしたり、雑誌で見たたこ焼きを買いに行くなど、どこか憎めない一面もある。また、市街に事件が起こると、真っ先に疑われることがある。
サルとして動物園「東京CITY ZOO」にいたころ、偏屈な性格をした変わり者であったために仲間のサルから毛嫌いされており、さらには意地悪な客たちにオレンジやグレープフルーツを食べさせてもらえなかったため、他人を深く憎むようになる。
「モジョロボ」と称している機械を作ってパワパフガールズZと戦う。自身も格闘の技術が高く、初戦闘ではブロッサムを追い詰めている。高速で放つスーパー・ジャブや、回転攻撃のツイスターなどを繰り出して攻撃することもできる。マントの中では竹馬のような手足のメカに乗っているため、実際の身長はとても低い。
第18話ではファジー・ラムキンスやギャングリーンギャングと手を組み、スネークとのコンビでブロッサムを倒したことがある。
ラウディラフボーイズの生みの親であり、わが子のように想っている。しかし、彼らにバカにされる上に親心を利用されているが、自分はまったく気づいていない。
最終話にて、心（本体）を切り離されて人形サイズとなったカレの肉体をガールズ打倒の切り札として保管した。
原作での住処兼アジトはガールズを騙して作らせた火山の上の展望台だったが、本作では古い廃屋の一軒家である。また、東映の公式HPのキャラクター紹介欄では、ケミカル素粒子光線が効かないとある。なお、原作ではユートニウム博士の元飼いサルであったが、ガールズの誕生によって彼女らと対立することとなり、因縁関係が原作とは別物となっているが、上記の通り、原作以上に憎めない悪役としての一面が強調されている。

白金 姫子（しろがね ひめこ）/ プリンセス
声 - 池田千草
大富豪の令嬢である姫子が「ケミカルZ」の黒い光を浴びて誕生した変身タイプのモンスター。13歳。
極度の目立ちたがり屋であり、自分より目立つ存在が許せない性格。そのため、実家の財力を用いるなど、手段を選ばずに目立とうと目論む。
モンスターとして変身する際は、赤色のアフロヘアーに二重丸型の瞳、タイツが白から黒に変貌する。能力は飛行のみであり、実家の財力で作った火器や巨大ロボットの他、先端が鋭利なダイヤモンドになっているナックルダスター「ダイヤモンドクロー」を武器にする。
私生活ではももこたちのクラスメイトであり、彼女たちがパワパフガールズZとして活躍していることを非常に憎悪している。
ピアノやパイプオルガンが得意だが、バイオリンは苦手。また、寿司は銀座のものしか食べない主義らしい。
家族に両親と姉がいるが、あらゆる分野で活躍している姉に嫉妬している。
黒い光を浴びた後も人間として生活できていたが、ある日サファイアの尻尾を強く握った際にサファイアの叫び声でモンスターに覚醒した。
第38話を最後にプリンセスに変身する機会がなくなり、パワパフガールズZと対峙しなくなるが、第43話Bパートではももこが惑星規模にまで広がるほどのウソをつく原因を作った張本人となる。
原作でのプリンセスはモンスターではなく常に普通の人間として描かれており、強力な武器兵器を身に付けて悪事を行う。当然、モンスター変身時に髪型が変わるという設定も本作オリジナルである。また、原作のようにガールズの一員になりたいと欲するも拒まれたことで逆恨みしてガールズと敵対する人物とは異なり、本作では普通の人間時でも最初からパワパフガールズZを嫉妬し、自身が目立つことを強調して描かれている（前述）。このため、プリンセスとガールズとの因縁関係は原作とは別物となっている。
サファイア
声 - 石毛佐和
姫子が飼っているペットの猫。
ケミカルZの黒い光を姫子と同時に浴び、サファイアの鳴き声がきっかけで姫子はプリンセスに変身する。鳴き声を変えるとプリンセスの髪型と能力も変化する。

ファジー・ラムキンス
声 - 斎藤志郎
山奥に住んでいた動物が「ケミカルZ」の黒い光を浴びて誕生したモンスター。一人称は「オラ」で、語尾は「～ってなもんだ」。
縄張り意識が強く、自分の手形をつけた範囲を「縄張り」と主張し、縄張りに立ち入る者は追いだそうとする。縄張りに立ち入らなければ温厚で、バンジョーを弾いて歌っている。
パワパフガールズZの攻撃がまったく通用しないほど力強いが、ミス・ベラムに一目惚れしており、それが弱点にもなっている。
「ケミカル素粒子光線」を浴びても元の動物に戻らなかった。
第18話ではモジョ・ジョジョやギャングリーンギャングと手を組み、ビッグ・ビリーとリトル・アートロとのコンビでバターカップを倒したことがある。
なお、原作での本名は「ファジー・ラムキンズ」だが、本作では変更されている。
演じた斎藤は、本家『パワーパフガールズ』ではFBI捜査官役（「しゃべりすぎる犬」に登場）、キャプテン・クラック・マクレイゲン役（「タウンズヴィルの秘宝」に登場）を演じている。

アメーバボーイズ
水溜りのアメーバが「ケミカルZ」の黒い光を浴びて誕生した3人組のモンスター。
悪事にあこがれているが、所々でマヌケな一面が強く出るためにうまくいかない。しかし、悪事のやりかたをモジョから伝授されたことで、彼を師匠として慕っている。
体長は20センチほど。体にはぬめりを持ち、高速の細胞分裂と合体で巨大化することができる。戦闘能力はないが、逃げ足はだれよりも早い。
ただのアメーバだったころ、水といっしょに食べられかけたことで、プードルが苦手になっている。
原作でのアメーバボーイズは、全員が男であるのに対し、本作では何故か一人女になっているなど違いが存在する。また、アニプレックスの公式HPのキャラクター紹介欄では、ケミカル素粒子光線が効かないとある。
シルクハット
声 - 稲葉実
チームのリーダー格である青いアメーバ。原作のボスに相当する。
名前のとおりシルクハットをかぶり、パイプをくわえている。語尾は「ヌメ」。
ポンチョ
声 - 龍田直樹
ポンチョをかぶり、サングラスをかけた緑色のアメーバ。語尾は「ヌル」。
レディ
声 - 雨蘭咲木子
アメーバボーイズの紅一点であるピンク色のアメーバ。語尾は「ヌメン」。
プリンセス・セデューサとレディースとしてタッグを組んだことがある。
演じた雨蘭は、本家『パワーパフガールズ』ではマスクスカラ役（「ハデハデメークで超メーワク」に登場）を演じている。

金時 桜子（きんとき さくらこ） / セデューサ
声 - 宍戸留美
和菓子屋「金時堂（きんときどう）」を経営している桜子が「ケミカルZ」の黒い光を浴びて誕生した変身タイプのモンスター。15歳。
だれよりもきれいな女性になることが世界征服につながる野望と考えている。そのため、装飾品や服などのファッション関係の品物を盗んでいる。
モンスターとしての能力は高く、身体能力と化粧による変装で、老若男女問わず変身することができる。化粧を落とせば変装が解けるが、化粧や香水の匂いで正体を見破られることがある。髪の毛を自由自在に操ることが可能。また、素手による格闘も得意であり、パワパフガールズZを相手にしてもひけを取らないほど。
人間としては、すでに他界した両親から継いだ店をひとりで経営している。菓子づくりには強いこだわりをもっており、出前も行っているほど熱心に働いている。
店の常連客である荘一郎に恋をしているが、ふだんは地味で飾り気がなく、とても引っ込み思案な性格のため、告白せずにいる。甘味処としての職業柄、化粧などができずにいる。
黒い光を浴びてもしばらく人間のまま生活していたが、ある日、化粧品店で試しに塗った口紅に反応したことでモンスターに覚醒した。
第45話Bパートにて、荘一郎にモンスターとしての変身を目撃されるが、彼からは事情を理解されて受け入れられた。それ以降は、セデューサが自分を桜子として認識できるようになった。
原作でのセデューサは完全な悪人に設定されていたのに対し、本作では人間としての存在があるため、比較的に邪悪ではない。
ギャングリーンギャング
街のチンピラ5人組が「ケミカルZ」の黒い光を浴びて誕生したモンスターたち。全員元々は不良の人間だが、「ケミカル素粒子光線」を浴びても元の姿に戻らなかった。
ギャングと名乗っているが、セコくてアコギな方法を好み、人間をあざけるような悪事をしている。世界一のギャングになることが野望である。
個人の能力はそこまで高くないが、エースの悪知恵とチームワークにより、真の強さを発揮する。
原作での住処兼アジトは街外れの巨大なゴミ捨て場だったが、本作では小さな廃ビルになっている。
エース
声 - 真殿光昭
ギャングリーンギャングのリーダー。サングラスをかけているモンスター。リーダー気質がある。
作戦の立案や指揮などを行う。特技はカード投げ。
ケンカの絶えない家庭に育っており、元から素行がよくなかったので、モンスター化して皮膚の色が変わっても違和感をもたれていない。
原作ではバターカップの初恋相手だったが、本作では同じ学校の先輩である成島が初恋相手であるため、バターカップとの絡みは第14話以外に特に見られない。
ビッグ・ビリー
声 - 桜井敏治
肥満型の巨大な肉体が特徴のモンスター。大食漢であり、脂っこいものが好物。
筋力ではパワード・バターカップに劣るが、それでも自動車を持ちあげる力がある。
家庭では母親に頭が上がらないようで、それはモンスターになって以降も変わっていない。また、怠け者のために定職には就いていない。
第18話ではモジョ・ジョジョやファジー・ラムキンスと手を組み、リトル・アートロとファジーとのコンビでバターカップを倒したことがある。
原作では一つ目の怪人だが、本作では髪に隠れているものの眼は二つある。
リトル・アートロ
声 - 山本圭子
メンバーの中では最も小柄なモンスター。一人称は「僕」で、「ケケケ」と笑う。
特技は駆け足であり、その速さはパワパフガールズZもついていけないほどだが、知能はよくないようで、エースの知恵がなければ走り回るだけしか行わない。
家庭は大家族であり、11人兄弟のひとり（本人曰く、3番目）であるが、親からは覚えられていないため、モンスター化しても違和感をもたれていない。
第18話ではモジョ・ジョジョやファジー・ラムキンスと手を組み、ビッグ・ビリーとファジーとのコンビでバターカップを倒したことがある。
原作とは見た目がかなり異なり、本作ではおかっぱ頭の幼女みたいな風貌になっている。
スネーク
声 - 宮田幸季
船乗りの格好をしたモンスター。エースの腰巾着的存在。語尾は「ッス」で、一人称は「ミー」。
特技はマッサージであり、その効果は気持ちよさに身動きが取れなくなるほどで、効かないのはパワード・バターカップのみという強烈なもの。
家の中ではヘビーなゲーマーであり、部屋にひきこもってコンピューターゲームにはまっている。そのため父親からは外出をしないから顔色が悪くなったとしか思われていない。
第18話ではモジョ・ジョジョやファジー・ラムキンスと手を組み、モジョとのコンビでブロッサムを倒したことがある。
原作では度々余計なことを口に出してはエースに殴られていたが、本作では特にそのような描写は見られない。
グラバー
声 - 遠近孝一
いつも舌をだして、のんびりとしている無口なモンスター。ナスのような頭をしている。
特技は変身だが、その能力はセデューサほど高くはなく、皮膚は緑色のままで舌は出しっ放しだが、それ以外はほぼ完全に変身できる。
家庭は父親がおり、彼も同様にのんびりとしている。
原作と異なり、眼球は飛び出していない。

ラウディラフボーイズ
モジョがつくりだした3人組の少年のモンスター。材料は「ケミカルZ」の原液、ももこの愛用ストロー、みやこの使用済みの綿棒、かおるの洗濯前の靴下に付着したそれぞれのDNA、そしてモジョの髭・腋毛・脛毛・鼻毛を合成したことで誕生した。
性格は全員無邪気であり、鼻をほじるなど行動に品がない。それゆえに物事の善悪がついていない。
モンスターとしての超人的な能力はあり、知能も高く、モジョとパワパフガールズZを巧みに誘導することもある。年ごろの少女が苦手であり、女という存在には唾を吐き飛ばしたり鼻くそを投げつけるなど、下品な攻撃を行う。ただし、それが弱点となっている。
生みの親であるモジョを「ママ」と呼ぶが、完全に見下している。たとえモジョに対して親として触れることがあっても、それは打算があるだけで、彼への愛情は皆無である。
原作でのラウディラフボーイズはプリンセスと同様普通の人間として描かれている。また、原作とは異なり、直接の暴力でガールズと戦ったり、モジョ・ジョジョに対して慕うこともなく、担当声優も男性ではなく女性に統一された。
ブリック
声 - 木内レイコ
ハイパー・ブロッサム同様に赤色をベースにした服を着た、帽子をかぶった少年。一人称は「オレ」。性格は粗暴であり、悪役を目指す性格とされている。
ストローを使ったツバとばしを攻撃としている。このストローは「赤堤ももこ」が使用していたものと同じものであり、ももこのDNAを色濃く受け継いでいる。
ブーマー
声 - 青山桐子
ローリング・バブルス同様に青色をベースにした服を着た、金髪の少年。一人称は「ぼくちゃん」。性格はバカ殿。
綿棒で掻きだした「耳あか綿棒」を攻撃に使う。綿棒は「豪徳寺みやこ」が使用したものと同じものであり、みやこのDNAを色濃く受け継ぐ。
ブッチ
声 - 玉木有紀子
パワード・バターカップ同様に緑色をベースにした服を着た、紫髪でポニーテールの少年。髪が整っており、一つに纏めている。一人称は「オイラ」。性格はかおるとは対照的にクールかつ女々しい。
臭い靴下を投げつける「においつき靴下ブーメラン」を攻撃に使う。靴下は「松原かおる」が使用していたものと同じものであり、かおるのDNAを色濃く受け継いでいる。

カレ
声 - 中尾隆聖
強力な能力をもったモンスター。本作における最凶最悪の悪役。真の名前があまりに恐ろしいため、呼称が「カレ」になっている。
道化師のような風貌で、赤い大きなハサミのような手が特徴。黒と白と赤が基調のタイツを履いている。
性格は極めて邪悪かつ残酷であり、凶悪な悪事を好んでいる。その一方、43話Aパートにて美味しいスイーツを作るための食材集めにガールズを騙して利用するなど、どこかお茶目な一面を見せる。普段は女口調だが、憤慨すると言動が荒くなる。
その正体は「黒い光」であり、モンスターたちの根源ともいえる存在である。
かつては江戸時代にて出現していたが、「大江戸ちゃきちゃき娘」の活躍によって心と身体を分離され、身体は箱に封印された。しかし、肉体が封印されている洋館に大量の「ケミカルZ」の黒い光が降り注いだことで、白い光の力による封印から現代へと目覚めた。
他のモンスターたちをも凌ぐ圧倒的な戦闘力を誇り、全身を回転させて行う強力な体当たりを主力技とし、暑さのエネルギーを吸収することで強化・巨大化したり、溶岩を操ることができる。また、自分が撒き散らす「黒い粉」は、触れたものをモンスター化させる能力がある。その反面寒さが弱点であり、氷に当たっただけで身体が小さくなり、戦闘能力も低くなる。
第50話から最終話にかけて、黒い光を集めるべく、他のモンスターたちを先導し、パワパフガールズZを倒そうと画策。モンスターたちから奪った黒い光とその能力で「東京CITY」を火の海にするが、すべての白い光の力によって再度心と肉体を分離されて封印された。そのあと本体は白い光に包まれながら宇宙を彷徨い、人形サイズに小さくなった肉体はガールズ打倒の切り札としてモジョの手で保管されることになった。

### パワパフZオリジナルモンスター
ミッシェル
声 - 諏訪部順一
第10、43話に登場。ヘアーサロン『カリスマ』に勤める見習い美容師で、「天才ヘアーアーティスト」や「カリスマ美容師」と自称する。しかし彼の手にかかると必ずとんがり帽子のような髪型になるため、店長や店員および客からは不評だった。誰も自分のセンスを理解してくれないと不満を持ち、クマのぬいぐるみに仕込んだ自分を讃える自分の声に慰められていた際にケミカルZの黒い光がそのクマのぬいぐるみに入り込んでしまい、モンスター「グレートミッシェル」に変身してしまう。
モンスター化した後は赤い目の催眠術で客の心を虜にする力を身につけ、バターカップに催眠術を掛けるも油断した所をバターカップのハンマーを手にしたブロッサムとバブルスに後ろから殴られ気絶し、研究所に運ばれて元に戻された。しかし再びクマの声によって変身、今度は自分に催眠術をかけて巨大化するも、サングラスで催眠術を無効化したパワパフZに再び倒され、二度と変身できないようにクマを改造された。
第43話Aパートで再登場し、またしても奇抜な髪型を編み出すが、美味しいスイーツの食材集めにガールズを騙すカレに利用された。
武器は右腕のクシと左腕の鋏。
鮎貝 高明（あゆがい たかあき）
声 - 岸尾大輔
第12話に登場。おかのうえ病院に入院する患者で、難病のせいで小学校低学年の頃から入院している。みやこの初恋相手で7年前再会した時はまたシャボン玉で遊ぼうと約束した。しかしみやこと出会ってすぐに病が悪化しておかのうえ病院に入院したため約束が果たせなかった。みやこによると、泣き虫で弱虫だけど優しい人らしい。みやこからは「タカちゃん」と呼ばれてる。
いつまでも病院から出られず、体も良くならないことへの苛立ちからケミカルZの黒い光を呼び込んでしまう。モンスター化した時の姿は鎧を纏った狼男。優れた敏捷性と剛力を併せ持つ。人語も発せず、自我が乏しいなど、今までのモンスター達とは桁違いの強さ。入院生活でのストレスを晴らすかのごとく街で好き勝手に暴れまわるが、落下物から子供を助けたり特技のシャボン玉の吹き方は忘れなかった。バブルスの涙ながらの呼びかけに子供の頃の約束を思い出すも、黒い光の呪縛から逃れることはできず、何処かに去っていってしまった。
その後第48話で再登場し、以前と違って人語も話せる様になっていた。自分を知っているバブルスの正体がみやこだと知る。彼女の必死の説得と新技シャボン・フリーダムによって黒いオーラが消えて元の姿に戻った。その後病院で治療に専念したことで容態が良くなったのか、最終話でみやこの祖母と一緒に登場していた。
カメラモンスター
声 - 楠見尚己
第13話Aパートに登場。メイヤー市長に、古いと言うだけで捨てられたモノクロカメラが、ケミカルZの黒い光を浴びてモンスター化した姿。自分をぞんざいに扱った人間に復讐するため、人々の色を写真に変えて奪った。メイヤー市長の顔を見て募った怒りに呼応して巨大になって暴れまわるが、国際科学研究所の反射ミラーに自らの光線を跳ね返されて、元のカメラに戻った。
特技はテクニカルに跳ね回る蛇腹ジャンプと、自在に伸びる三脚フィンガー、顔のストロボから放つモノクロ化光線。語尾に「ガシャ」をつける。
生物以外がモンスターになった初めての例。
ヌードラー
声 - 山崎たくみ
第15話Bパート、33話に登場。そもそもケミカルZの黒い光を浴びたのは小麦粉だったが、ラーメン屋『醤油屋』の店主がそれを使って醤油ラーメンを作った。そのままなら何も問題は無かったが、店主の強いこだわりおよび客が調味料を大量に入れたことがモンスター化の引き金になった。そのため醤油ラーメンへのこだわりが強く、店主同様にラーメン屋の客に食べ方を強要するほど。
湯きり攻撃・ナルト手裏剣・チャーシューシールド・鶏がらスープ醤油仕立てなどでパワパフZを圧倒したが、店主はヌードラーの言動に自身を当てはめて悟り、暴れるヌードラーを諭し、一からラーメン屋を2人で一緒にやり直す。意外と良い奴。
第33話Aパートでは乗っていた船でナポレターノと出会い、最終話では彼と一緒に登場した。
演じた山崎は、本家『パワーパフガールズ』の初期吹き替え版（UG版）ではナレーターを演じている。
電波モンスター
声 - 小野健一
第17話Bパートに登場。メイヤー市長と校長先生の兄弟ケンカが原因で誕生したモンスター。雷のようにジグザグの形で実体化している。町中の携帯電話を操って大暴れした。電波ゆえにとらえどころがなかったが、電波の届かない所へおびき寄せられて弱った所を捕らえられた。元の電波に戻された後、解放される。
演じた小野は、本家『パワーパフガールズ』ではグリーン先生役（「代わりの先生」に登場）を演じている。
ピアノモンスター
声 - 緑川光
第19話Aパートに登場。ケミカルZの黒い光を浴びたピアノ教室のピアノが、うまく引いてもらえないストレスに加え、モジョの下手な演奏によりモンスター化した。ピアノ演奏の上手な人を自分の専属ピアニストにして飲み込み巨大化していく。バブルスの作戦により元の大きさに戻り、捕らえられる。元のピアノに戻された後、ピアノ教室の教師が拒絶したため、国際科学研究所に置かれることになる。
必殺技はオンプ♪バクダン。
プヨ
声 - 坂本千夏
第21話Aパートに登場。とある男の子の大事にしていたアヒルのぬいぐるみだったが、外に持って行った時に落とされてしまい、通行人に蹴られ、カラスに悪戯され、河川敷に転がされた後に、男の子と離れた寂しさのせいか、粗末に扱われた悲しさのせいであるのか、ケミカルZの黒い光を呼び寄せるものの、共に持っていた大切にされていた想いにより、悪のモンスターにならなかった。
偶然ピーチと出会い、国際科学研究所にこっそりと居候するが、食料の入浴剤と川の水で巨大化し、図らずも街を壊してしまうが、パワパフZによって、水と入浴剤を全て吐き出させられた後、テレビで一連の騒動を知った男の子と無事に再会、黒いオーラも吐き出し元のぬいぐるみに戻った。只のぬいぐるみに戻ったはずの彼からピーチへの別れの言葉は、親友への想いがもたらした奇跡なのかもしれない。
野菜モンスター
第21話Bパートに登場。農家から出荷される日に、ケミカルZの黒い光を浴びたニンジン、ピーマン、セロリが、ケンが食べようとした八宝菜から抜かれたときにモンスター化した。自分たちを嫌っている人間と同じ惑星にいるのに嫌気がさし、野菜の世界を探しに世界中の仲間たちと共に宇宙に出るが、ドレッシングによって、一時的に苦手を克服したパワパフZの3人に倒され、元の野菜に戻された。なぜか自分たちの身の上話を丁寧に語っていた。
オリジナルキャラクターだが、原作のブロッコロイドが元ネタになっている。
セロリモンスター
声 - 高城元気
必殺技は、食物繊維パンチ。
ピーマンモンスター
声 - 置鮎龍太郎
必殺技は、ビタミンキック。
ニンジンモンスター
声 - 松本美和
必殺技は、ベータカロチンアタック。

ミイラ男
声 - 乃村健次
第22話に登場。カレの作り出した黒い粉が、洋館のガラスケース内の（ミイラを包んでいた?）包帯にとりついて誕生したモンスター。カレが封印されている札をはがすために必要な白い光を求めて、大江戸蘭学所（国際科学研究所の前身）を目指して東京CITY中をさ迷い歩く。しかし偶然口に入ったたこ焼きのおいしさに惹かれ、当初の目的を忘れて、あらゆるたこ焼き屋を襲撃した。
その後、偶然パワパフZと遭遇し戦闘となるが、バターカップの攻撃を片手で受け止め、あっと言う間に3人を捕らえ白い光のエネルギーを吸い取り巨大化するが、ピーチの力を貰って復活したパワパフZに倒された。だが、白い光のエネルギーの詰まった包帯は、結局カレの所へ届けられてしまった。
落語家（らくごか） / 歌舞伎モンスター
声 - 小野坂昌也
第23話Aパートに登場。アイスクリーム店の恋人の父親に「伝統芸能の歌舞伎は良いが、人から笑われるような落語は悪い芸術だ」となじられ、黒い粉を浴びて歌舞伎モンスターに変身した。パワパフZに倒されて元に戻った後、川で溺れていた恋人を助けたのがきっかけで、父親に交際を認められた。
コーカサス・レオ
声 - 竹本英史
第23話Bパートに登場。インセクターバトルのチャンピオン・ロッドのカブトムシが黒い粉を浴びて誕生したモンスター。パワパフZに倒されて、元のカブトムシに戻った。
ペンナ
声 - こおろぎさとみ
第25話Aパートに登場。カレの黒い粉によって誕生したモンスター。みやこのシャープペンシルがモンスター化したもので、ホルダー部分がキャタピラになっている。
イタズラ好きで、モンスターらしくいたい思いから街中に落書きをするが、ゴンマがそれを消してしまうのでケンカする。落書きは普通の人が本物と間違えてしまうレベル。持ち主であるみやこの仲裁で仲直りをして元のシャープペンシルに戻る。
ペンナ（penna）とはイタリア語でペンのこと。
ゴンマ
声 - 津村まこと
ペンナと同様にみやこの消しゴムがカレの黒い粉でモンスター化したもの。モンスター化したものの、みやこ同様にのんびりした性格な上、ペンナの落書きを消すなどあまりモンスターらしくないモンスターである。イタズラ好きのペンナとそりが合わず、ついにはケンカをしてしまうが、仲直りをして元の消しゴムへ戻った。
ゴンマ（gomma）とはイタリア語で消しゴムのこと。
ヘレン
声 - 勝生真沙子
第25話Bパートに登場。街の片隅に一本だけ咲いていたクリスマスローズに黒い粉がかかって誕生したモンスター。「自分に誰も気づいてもらえない」という思いで街中のいたる所に花を咲かして大騒ぎを起こすが、桜子の説得により元の花に戻る。
寿司モンスター
第27話Aパートに登場。カレの黒い粉によって回転寿司屋の自動寿司製造機がモンスター化し、さらにそれから生産された寿司が寿司モンスターである。製造機からは自動的に寿司モンスターが造られるために無尽蔵に増加したが、ケミカル素粒子光線が入った醤油によって、まとめてもとの寿司に戻される。自動寿司製造機はパワード・バターカップによって月面まで飛ばされてしまうが、月面でも寿司モンスターを生産し続けた。東京CITYでは気味悪がられていた寿司モンスターだが、宇宙人には好評のようで、あちこちから月へ寿司モンスターを食べに来ていた。
寿司モンスターは、同じ寿司ネタから誕生したものでも様々な格好をしており、さらに老若男女が存在している。だが共通点として自我を持っており、普通に会話ができる。そして、彼らは食べて貰うために自ら行動することができる。以下に挙げるものは劇中に登場した寿司モンスターたちである。
まぐろモンスター
声 - 高木渉
イカモンスター
声 - 高戸靖広
ウニモンスター
声 - 竹本英史
アジモンスター
声 - 一条和矢
イクラモンスター

寅坊竜太（とらぼう りゅうた） / フィーバーマン
声 - 岩崎ひろし
第29話Bパート、30話に登場。「面白みがない」と言う理由で上司に嫌われていた中年サラリーマンの寅坊竜太が、黒い粉を浴びてモンスター化した姿。自らが放つ光線を浴びた者をアフロヘアーにして無理矢理踊らせる。
黒い粉を浴びてもしばらく人間として生活していたが、ある日上司や同僚と来店したディスコクラブで浴びたスポットライトの光でプリンセスやセデューサ同様の変身タイプのモンスターとして覚醒した。
パワパフZに倒されて元に戻った後、竜太は以前とは打って変わって明るい性格になり、上司にも受け入れられた。ただし、髪の毛だけは元に戻らずアフロヘアーのままだったが、次の話では元に戻り、パワパフZや博士たちがカレの存在に気付くきっかけを作った。
羊飼幽霊
声 - 高戸靖広
第30話に登場。カレが絵画から召喚した幽霊で、「羊が一匹足りないから眠れない」と嘆く。幽霊なので実体が無い。ガールズに騙されて元の絵に戻る。
フン太
声 - 小杉十郎太
第31話Aパートに登場。パワパフZが誕生した時期に黒い光を浴びたフンコロガシ。その時背中に派手な模様が付いて、暑さや寒さ関係なく、空を飛ぶことも出来る。自分の生き方に嫌気が差し、春〜夏はハチやチョウをこき使って蜜を食べていたが、秋〜冬は昆虫園に保護されたがここでも自分の縄張りにしようとしたが、その時雌のフンコロガシ「コロ子」と知り合い、彼女にプロポーズするため東京CITYのあらゆるもの（車や看板など）でクソ玉作りで街を騒がせた。しかしコロ子が瀕死になってしまい彼女を救うために自力で黒い光が消えて元の虫に戻った。
ナポレターノ
声 - 島田敏
第33話Aパートに登場。ナポリタンが黒い粉を浴びてモンスター化した存在で、頭の麺を鞭のように操る。ナポリタンが日本で生まれたにも関わらずイタリア料理専門店で出されていることに腹を立てて人間を襲うが、パワパフZに倒され改心。イタリアへ旅立った。その時乗った船でヌードラーと出会い、最終話で彼と一緒に登場した。
カーサカーサ
声 - 竹本英史
第34話に登場。みやこの家がモンスター化したもの。最後は汚れていた部屋を掃除されたのが元で黒い光と分離して元の家に戻る。
雑草モンスター
声 - 小野健一
第35話Aパートに登場。正体は黒い光を浴びた雑草。グラビア撮影の撮影に来ていたモデルたちにバカにされたことがきっかけでモンスター化した。最後はユートニウム博士の手で元の雑草に戻った。
徳川綱吉（とくがわ つなよし）
声 - 柳沢栄治
第35話Bパートに登場。カレの黒い粉によって霊体として墓から出された徳川将軍。カレに利用される形でメイヤー市長にとりついて生類憐れみの令ならぬ「モンスター憐れみの令」を出させた。とりつかれたメイヤー市長は何故かちょんまげがつくなど、格好が変化した。
ホットドッグを「熱い犬」として食べさせられたことで「犬を食べさせられた」とショックを受けてメイヤー市長の体から出るが、そこをローリング・バブルスの泡に捕らえられ、パワード・バターカップによって元の墓へ飛ばされた。その後は自ら墓へ戻って再び眠りにつき、「モンスター憐れみの令」も正気に戻ったメイヤー市長によって廃止された。
オクティ
第36話に登場。みやこの友人であるタコのぬいぐるみのオクティにカレの黒い粉が宿って生まれたモンスター。パワパフZを仲違いさせるべく様々な工作をする。更にはモジョに仲違い状態のパワパフZを倒すよう唆し、用済みと見なすとモジョをあっさりとお払い箱にして巨大化するが、バブルスの説得と彼女の涙により本来の姿に戻った。
オリジナルキャラクターだが、原作でのシーズン1のエピソードの一つである「たいせつなもの」（第3話の前半部分にあたる）が元ネタとなっている。
怪力発泡少女隊Z（かいりきはっぽうしょうじょたいゼット）
声 - キャストのクレジットはなし
第37話Aパートに登場。売れない少女漫画家・手津数ムサオのスケッチブックにカレの黒い粉が宿り、そのスケッチブックに描かれた絵が実体化したモンスター。パワパフガールズZがアメコミ劇画調の成人になったようなかなり微妙な外見をしており、能力的にはすべての点でパワパフZを上回っている。
しかし可愛らしくない絵柄のせいか、ブロッサム・バブルス（をモデルとした）2人はパワパフZ本家の技を繰り出すことができない。一方バターカップは夕日を見ると走り出したくなるほどの熱血キャラになっている。のちに手津数はパワパフZの助言で彼女たちを主人公にした少年漫画を描いて大ヒットし、第42話ではアニメ化されたのをパワパフZが見る場面がある。
トリマキーズ
第38話に登場。姫子の取り巻きである中目黒華代と碑文谷文佳（前述）が、カレの黒い粉を浴びて変身した姿。
見た目はプリンセスよりもゴージャスなドレスを着た貴婦人で、より強い者をおだてて取り入ろうとする。メイヤー市長やパワパフZの取り巻きになろうとしたが、最終的にはプリンセスの応援をする。応援を受けたプリンセスはパワパフZを圧倒するほどのパワーアップするが、トリマキーズは大変なことはしないため戦闘力は一切ない。仲間割れするとプリンセスが元の力に戻ってしまう。
カエル王子
声 - 古川登志夫
第45話Aパートに登場。カエルの顔をした王子の姿をしており、「愛する人とキスをすれば元に戻る」と言いながら、女性にキスを求めてきた。正体は黒い光を浴びたカエルで、最後は彼を愛していたメスガエルのキスで元のカエルに戻る。
パワパフキッズ
声 - 加藤英美里、宮原永海、川名真知子
第47話Bパートに登場。パワパフガールズZが小さくなった姿。パワパフガールズZをデフォルメしたような外見で、口調が幼い。モジョの「ガールズが子供なら勝てる」と嘆いたのを偶然聞いたカレが罠を仕掛け、黒い粉が宿ったキャンディを舐めてしまったため生まれた存在。そのためモンスターであると言える。
モジョが彼女たちを世話すると見せかけて倒そうとするが、幼くても超パワーと悪運の強さが重なり失敗が続き、大量のアイスクリームを用意して食べたがった彼女達に冷気が頭痛を引き起こさせ、倒そうとしたが、偶然にも黒い粉を吐き出して元の姿に戻った。その後、冷気を纏った黒いオーラがカレの体に戻り、体を冷やされたカレは悶絶する羽目に陥った。

## 漫画オリジナルキャラクター
浦和ナツキ (うらわ ナツキ)
ももこたちの同級生で、ももこが憧れている男子。ブロッサムのことが好き。

### 漫画版のモンスター
カラステン
カラスのモンスター。ゴミを漁った事を人間に怒られた恨みからモンスター化した。パワパフZの通う学校の給食室で大暴れするも、楽しみにしていたデザートのゼリーを零されて激怒したハイパー・ブロッサムの七夕ゼリー・シュートによって倒される。
モジョ・ジョジョ
基本設定はアニメと同じだが、漫画版ではマントはつけず終始生身のまま。人間を不細工にするミサイルで街を襲ったり、体育祭を邪魔したり相変わらずやっている。
にゃくりん
コンニャクのモンスター。元々はお化け屋敷で人を脅かすことに使われていたコンニャクだったが、嫌われ役にされた恨みからモンスター化した。
タカアキ
基本設定はアニメと同じだが、漫画では現場に駆けつけたユートニウム博士とケンによって元の姿に戻され、病院にてみやこと再会した。
白金姫子/プリンセス
基本設定はアニメと同じ。
雪だるまモンスター
バケツを帽子代わりにかぶった雪だるまのモンスター。毎年、雪だるまの帽子にされていたバケツの一緒に遊びたいと言う思いが、雪だるまごとモンスター化したもの。パワパフZに願いを聞き入れてもらい、一緒に遊んで貰った。
メアー
助けてから「～みゃ」と言わせるようになった。
アルファとベータ
双子のアンドロイドで、漫画版後半のメインの敵キャラ。髪が短いほうがアルファ、ツインテールのほうがベータ。それぞれ額に"α"、"β"の文字が書かれている。ロボット工場から行方不明になったと報道されていたが、実はモンスター化して自ら脱走していた。元はある夫婦の科学者に作られたアンドロイドであったが、製造後しばらくして、ある研究チームに預けられる。しかし、そこのチームの研究者達は金儲けの道具としてしか二人を見ていなかったために、それが元で預けられた数日後に脱走して数々の大騒ぎを起こすようになった。